# ホセイン・アスカリ
ホセイン・アスカリ（Hossein Askari、1975年3月23日 - ）（ペルシャ語:حسین عسگری）は、イラン、ホメイン出身の自転車競技（ロードレース）選手。

## 主な戦績
2002年
- アジア大会
  - 団体追抜 2位

2004年
- アジア自転車競技選手権大会
  - ITT 2位

2005年
- ケルマンツアー 総合優勝
- ツール・ド・インドネシア 総合優勝
- アジア自転車競技選手権大会
  - 個人タイムトライアル(ITT) 2位
  - 個人追抜 2位

2006年
- アジア大会
  - 団体タイムトライアル(TTT)2位
- アジア自転車競技選手権大会
  - ポイントレース 2位

2007年
- UCIアジアツアー 総合優勝
- アゼルバイジャンツアー 総合優勝
- イラン選手権・ITT 優勝
- アジア自転車競技選手権大会
  - 個人タイムトライアル(ITT) 2位
  - 個人ロード 2位

2008年
- UCIアジアツアー 総合優勝
- アゼルバイジャンツアー 総合優勝
- イラン選手権・ITT 優勝

2010年
- 第30回アジア自転車競技選手権大会
  - ITT 3位
- ツアー・オブ・イラン 総合優勝
- イラン選手権・ITT 優勝
- ツアー・オブ・チンハイレイク 総合優勝
- アジア競技大会・ITT 3位

2011年
- 第31回アジア自転車競技選手権大会
  - 個人ロード 3位
  - ITT 3位
- イラン選手権・ITT 優勝

2012年
- 第32回アジア自転車競技選手権大会
  - ITT 3位
- ツール・ド・ブルネイ 総合優勝